# Fábio Carille
Fábio Luiz Carille de Araújo (São Paulo, Brasil, 26 de septiembre de 1973), más conocido como Fábio Carille, es un exjugador y entrenador de fútbol brasileño. Actualmente dirige al Vitória.

## Carrera como jugador
Nacido en São Paulo, Carille era conocido como Fábio Luiz durante su época como jugador. Se mudó a Sertãozinho a la edad de 12 años e hizo su debut absoluto con el club local en 1993, después de un período de prueba.Ese mismo año, se mudó al XV de Jaú e impresionó lo suficiente como para ser cedido al Corinthians en agosto de 1995.Dejó el club en diciembre, tras no disputar ningún partido en el primer equipo, y posteriormente se trasladó al Iraty.
Posteriormente, el brasileño jugó en Coritiba, Paraná (dos temporadas),Santa Cruz, XV de Piracicaba, Santo André y CRB mientras estaba cedido por el Iraty. En 2000, firmó un contrato permanente con la Juventus-SP, pero también estuvo cedido en el Botafogo-SP, Paraná y el Guangzhou de China.
Tras dejar el Moleque Travesso en 2004, Carille retomó su carrera en Gama, União Araxá, Monte Azul, Ulbra y Grêmio Barueri. Con este último se retiró en abril de 2007, a los 33 años.

## Carrera como entrenador

### Inicios
Inmediatamente después de retirarse, Carille fue nombrado entrenador interino del Grêmio Barueri, ya que el técnico Sérgio Soares había sido relevado de sus funciones.En 2009, se trasladó a otro club al que representó como jugador, el Corinthians, como ayudante de Mano Menezes. El 11 de octubre de 2010 fue nombrado técnico interino, tras la dimisión de Adílson Batista.Regresó a sus funciones anteriores tras el nombramiento de Tite como técnico, pero volvió a ser interino en junio de 2016, cuando este último dejó de dirigir la selección de Brasil.

### Corinthians
El 17 de septiembre de 2016, Carille fue nombrado entrenador del Corinthians hasta final de año, en sustitución del destituido Cristóvão.En octubre, sin embargo, fue reemplazado por Oswaldo de Oliveira y volvió a desempeñar funciones de asistente.
En diciembre de 2016, fue nombrado de forma permanente entrenador del equipo principal para la temporada 2017.El 7 de mayo, obtuvo el Campeonato Paulista luego de derrotar al Ponte Preta por 4-1 en el global.Unos meses más tarde, logró el título de la Série A después de vencer al Fluminense por 3-1.Para abril de 2018, se consagró bicampeón del Paulista tras ganarle al Palmeiras en la tanda de penaltis.Unas semanas más tarde, dejó su cargo al aceptar una oferta del exterior.

### Al-Wehda
El 22 de mayo de 2018, fue oficializado como técnico del Al-Wehda de Arabia Saudita.Sin embargo, dejó su cargo en el mes de diciembre luego de una derrota por 2-1 ante el Al-Ettifaq por la liga local.

### Regreso al Corinthians
El 7 de diciembre de 2018, fue anunciado como entrenador del Corinthians para la temporada 2019.El 21 de abril de 2019, hizo historia con el club tras ganar su tercer Campeonato Paulista al frente del equipo.Sin embargo, fue despedido el 3 de noviembre luego de caer ante Flamengo por 4-1 en la Série A.

### Al-Ittihad
El 17 de febrero de 2020, fue confirmado como técnico del Al-Ittihad.Fue despedido el 23 de agosto del año siguiente, tras perder la final de la Copa de Campeones Árabe 2019-20.

### Santos
El 8 de septiembre de 2021, Carille fue nombrado entrenador del Santos, tras firmar contrato hasta finales de 2022.Si bien salvó al club del descenso, una derrota por 3-2 ante el Mirassol en el Campeonato Paulista generó que terminara rescindiendo su contrato con la institución brasileña en febrero de 2022.

### Athletico Paranaense
En abril de 2022, firmó como técnico del Athletico Paranaense.Sin embargo, tras la derrota ante The Strongest en la Copa Libertadores, fue despedido de su cargo a 21 días de asumir el banquillo en el club de Curitiba.

### V-Varen Nagasaki
El 12 de junio de 2022, fue oficializado como entrenador del V-Varen Nagasaki.Luego de dirigir al club japonés un par de temporadas, decidió dejar su cargo para volver a dirigir en el fútbol brasileño.

### Regreso al Santos
En diciembre de 2023, inició su segunda etapa en el Santos con el objetivo de ascender a la máxima categoría.El 12 de noviembre de 2024, logró el regreso al Brasileirão con dos jornadas de anticipación después de vencer al Coritiba por 2-0.Días más tarde, se consagró campeón de la Serie B luego de que Novorizontino empatara 1-1 con Paysandú en la anteúltima fecha.Sin embargo, el 18 de noviembre, fue relevado de sus funciones ya que el desempeño del equipo era motivo de quejas por parte de la afición.

### Vasco da Gama
El 19 de diciembre de 2024, fue anunciado como entrenador del Vasco da Gama y firmó un contrato por una temporada. El 27 de abril de 2025, tras la derrota ante Cruzeiro, el presidente del club anunció su salida del cargo después de un rendimiento por debajo de las expectativas.

### Vitória
El 9 de julio de 2025, asumió al frente del Vitória tras la marcha de Thiago Carpini.

## Clubes

### Como jugador
| Club                      | País   | Año       |
| ------------------------- | ------ | --------- |
| Sertãozinho               | Brasil | 1993      |
| XV de Jaú                 | Brasil | 1993-1996 |
| Corinthians (cedido)      | Brasil | 1995      |
| Iraty                     | Brasil | 1996-2000 |
| Paraná (cedido)           | Brasil | 1996      |
| Coritiba (cedido)         | Brasil | 1996      |
| Santa Cruz (cedido)       | Brasil | 1997      |
| Paraná (cedido)           | Brasil | 1997      |
| XV de Piracicaba (cedido) | Brasil | 1998      |
| Santo André (cedido)      | Brasil | 1999      |
| CRB (cedido)              | Brasil | 1999      |
| Juventus-SP               | Brasil | 2000-2004 |
| Botafogo-SP (cedido)      | Brasil | 2001      |
| Paraná (cedido)           | Brasil | 2002      |
| Guangzhou FC (cedido)     | China  | 2003      |
| Gama                      | Brasil | 2004      |
| União Araxá               | Brasil | 2004      |
| Monte Azul                | Brasil | 2005      |
| Canoas                    | Brasil | 2005      |
| Grêmio Barueri            | Brasil | 2006-2007 |

### Como entrenador
| Club                 | País           | Año       |
| -------------------- | -------------- | --------- |
| Grêmio Barueri       | Brasil         | 2007      |
| Corinthians          | Brasil         | 2010      |
| Corinthians          | Brasil         | 2016      |
| Corinthians          | Brasil         | 2017-2018 |
| Al-Wehda             | Arabia Saudita | 2018      |
| Corinthians          | Brasil         | 2019      |
| Al-Ittihad           | Arabia Saudita | 2020-2021 |
| Santos               | Brasil         | 2021-2022 |
| Athletico Paranaense | Brasil         | 2022      |
| V-Varen Nagasaki     | Japón          | 2022-2023 |
| Santos               | Brasil         | 2023-2024 |
| Vasco da Gama        | Brasil         | 2024-2025 |
| Vitória              | Brasil         | 2025-Act. |

## Palmarés

### Como jugador

#### Campeonatos regionales
| Título                | Club        | País   | Año  |
| --------------------- | ----------- | ------ | ---- |
| Campeonato Paulista   | Corinthians | Brasil | 1995 |
| Campeonato Paranaense | Paraná      | Brasil | 1996 |

#### Campeonatos nacionales
| Título         | Club        | País   | Año  |
| -------------- | ----------- | ------ | ---- |
| Copa de Brasil | Corinthians | Brasil | 1995 |

### Como entrenador

#### Campeonatos regionales
| Título              | Club        | País   | Año  |
| ------------------- | ----------- | ------ | ---- |
| Campeonato Paulista | Corinthians | Brasil | 2017 |
| Campeonato Paulista | Corinthians | Brasil | 2018 |
| Campeonato Paulista | Corinthians | Brasil | 2019 |

#### Campeonatos nacionales
| Título  | Club        | País   | Año  |
| ------- | ----------- | ------ | ---- |
| Serie A | Corinthians | Brasil | 2017 |
| Serie B | Santos      | Brasil | 2024 |